# Communauté de communes du Queyras
La communauté de communes du Queyras est une ancienne communauté de communes française, située dans le département des Hautes-Alpes en région Provence-Alpes-Côte d'Azur.

## Historique
La loi no 2015-991 du 7 août 2015 portant nouvelle organisation territoriale de la République, dite « loi NOTRe », impose aux structures intercommunales une population minimale de 15 000 habitants, assortie de dérogations, sans pour autant descendre en dessous de 5 000 habitants. L'ensemble des communes du département des Hautes-Alpes étant classé en zone de montagne, ce dernier seuil s'applique. Celui-ci n'est pourtant pas atteint pour la communauté de communes de l'Escarton du Queyras (population municipale de 2 443 habitants en 2012), qui doit fusionner avec une autre structure.
Le schéma départemental de coopération intercommunale (SDCI) des Hautes-Alpes, dévoilé en octobre 2015, propose une fusion avec la communauté de communes du Guillestrois. Cette nouvelle structure intercommunale compte seize communes pour une population de 8 237 habitants. Aucun changement n'est apporté après consultation de la commission départementale de coopération intercommunale du 17 mars 2016, peu avant l'adoption du SDCI à la fin du mois.
La nouvelle communauté de communes s'appellera « Communauté de communes du Guillestrois et du Queyras ».

## Territoire communautaire

### Géographie
La communauté de communes du Queyras était située à l'est du département des Hautes-Alpes, dans l'arrondissement de Briançon (c'est d'ailleurs la seule communauté de communes de l'arrondissement à devoir fusionner). Elle fait partie du Pays du Grand Briançonnais et du bassin de vie du Guillestrois.
Le territoire communautaire est traversé par la route départementale 902 (route des Grandes Alpes), qui descend vers Guillestre et la route nationale 94 (axe Gap – Briançon) ; la route départementale 947 dessert notamment Château-Ville-Vieille, Aiguilles et Abriès.

### Composition
La communauté de communes contenait les communes d'Abriès, d'Aiguilles, d'Arvieux, de Ceillac, de Château-Ville-Vieille, de Molines-en-Queyras, de Ristolas et de Saint-Véran.

### Démographie
| 1968  | 1975  | 1982  | 1990  | 1999  | 2008  | 2013  |
| ----- | ----- | ----- | ----- | ----- | ----- | ----- |
| 1 882 | 1 911 | 2 194 | 2 237 | 2 414 | 2 495 | 2 410 |

## Administration

### Siège
Le siège de la communauté de communes était situé à Aiguilles.

### Les élus
La communauté de communes est gérée par un conseil communautaire composé de dix-sept membres représentant chacune des communes membres.

### Présidence
Le conseil communautaire du 17 avril 2014 a élu son président, Christian Laurens (maire de Ristolas), et désigné quatre vice-présidents, :
1. Jean-Louis Poncet (maire de Château-Ville-Vieille), chargé de la politique de l'habitat et du cadre de vie ;
2. Philippe Chabrand (maire d'Arvieux), chargé de l'aménagement de l'espace ;
3. Christian Grossan (maire de Ceillac), chargé du développement soutenable ;
4. Danielle Guignard (maire de Saint-Véran), chargée de la protection et de la mise en valeur de l'environnement.

### Compétences
L'intercommunalité exerce des compétences qui lui sont déléguées par les communes membres :
- deux compétences obligatoires (développement économique ; aménagement de l'espace) ;
- deux compétences optionnelles (protection et mise en valeur de l'environnement ; politique du logement et du cadre de vie).

### Régime fiscal et budget
La communauté de communes applique la fiscalité additionnelle. Par ailleurs, elle affiche le coefficient d'intégration fiscal le plus élevé du département (0,5415).
En 2006, les taux d'imposition étaient les suivants :
- taxe d'habitation : 8,11 % ;
- taxe foncière sur les propriétés bâties : 13,67 % ;
- taxe foncière sur les propriétés non bâties : 95 % ;
- taxe professionnelle : 12,20 %.